# Список парламентів країн світу

## Мапа
|  |

## Європа
| Країна               | Тип          | Назва                  | Кількість депутатів | Верхня палата    | Кількість депутатів | Нижня палата         | Кількість депутатів |
| -------------------- | ------------ | ---------------------- | ------------------- | ---------------- | ------------------- | -------------------- | ------------------- |
| Австрія              | двопалатний  | Федеральні збори       | 247                 | Бундесрат        | 64                  | Національрат         | 183                 |
| Албанія              | однопалатний | Народні збори          | 140                 |                  |                     |                      |                     |
| Андорра              | однопалатний | Генеральна рада долин  | 28                  |                  |                     |                      |                     |
| Бельгія              | двопалатний  | Федеральний парламент  | 221                 | Сенат            | 71                  | Палата представників | 150                 |
| Білорусь             | двопалатний  | Національні збори      | 174                 | Рада Республіки  | 64                  | Палата представників | 110                 |
| Болгарія             | однопалатний | Народні збори          | 240                 |                  |                     |                      |                     |
| Боснія і Герцеговина | двопалатний  | Парламентська скупщина | 57                  | Палата народів   | 15                  | Палата представників | 42                  |
| Ватикан              | однопалатний | Папська комісія        | 6                   |                  |                     |                      |                     |
| Велика Британія      | двопалатний  | Парламент              | 1429                | Палата лордів    | 779                 | Палата громад        | 650                 |
| Греція               | однопалатний | Парламент              | 300                 |                  |                     |                      |                     |
| Данія                | однопалатний | Фолькетинг             | 179                 |                  |                     |                      |                     |
| Естонія              | однопалатний | Рійгікогу              | 101                 |                  |                     |                      |                     |
| Ірландія             | двопалатний  | Ерахтас                | 226                 | Шенад Ерен       | 60                  | Дойл Ерен            | 166                 |
| Ісландія             | однопалатний | Альтинг                | 63                  |                  |                     |                      |                     |
| Іспанія              | двопалатний  | Генеральні кортеси     | 616                 | Сенат            | 266                 | Конгрес депутатів    | 350                 |
| Італія               | двопалатний  | Парламент              | 945                 | Сенат            | 315                 | Палата депутатів     | 630                 |
| Латвія               | однопалатний | Сейм                   | 100                 |                  |                     |                      |                     |
| Литва                | однопалатний | Сейм                   | 141                 |                  |                     |                      |                     |
| Ліхтенштейн          | однопалатний | Ландтаг                | 25                  |                  |                     |                      |                     |
| Люксембург           | однопалатний | Палата депутатів       | 60                  |                  |                     |                      |                     |
| Північна Македонія   | однопалатний | Збори                  | 123                 |                  |                     |                      |                     |
| Мальта               | однопалатний | Парламент              | 69                  |                  |                     |                      |                     |
| Молдова              | однопалатний | Парламент              | 101                 |                  |                     |                      |                     |
| Монако               | однопалатний | Національна Рада       | 24                  |                  |                     |                      |                     |
| Нідерланди           | двопалатний  | Генеральні штати       | 225                 | Сенат            | 75                  | Палата представників | 150                 |
| Німеччина            | однопалатний | Бундестаг              | 632                 |                  |                     |                      |                     |
| Норвегія             | однопалатний | Стортинг               | 169                 |                  |                     |                      |                     |
| Польща               | двопалатний  | Національні Збори      | 560                 | Сенат            | 100                 | Сейм                 | 460                 |
| Португалія           | однопалатний | Асамблея               | 230                 |                  |                     |                      |                     |
| Росія                | двопалатний  | Федеральні Збори       | 620                 | Рада Федерації   | 170                 | Державна Дума        | 450                 |
| Румунія              | двопалатний  | Парламент              | 583*                | Сенат            | 176*                | Палата депутатів     | 407*                |
| Сан-Марино           | однопалатний | Генеральна рада        | 60                  |                  |                     |                      |                     |
| Сербія               | однопалатний | Скупщина               | 250                 |                  |                     |                      |                     |
| Словаччина           | однопалатний | Народна рада           | 150                 |                  |                     |                      |                     |
| Словенія             | двопалатний  | Державні Збори         | 130                 | Національна рада | 40                  | Національна асамблея | 90                  |
| Угорщина             | однопалатний | Національні збори      | 198                 |                  |                     |                      |                     |
| Україна              | однопалатний | Верховна Рада          | 450                 |                  |                     |                      |                     |
| Фінляндія            | однопалатний | Едускунта              | 200                 |                  |                     |                      |                     |
| Франція              | двопалатний  | Парламент              | 925                 | Сенат            | 348                 | Національні збори    | 577                 |
| Хорватія             | однопалатний | Сабор                  | 151                 |                  |                     |                      |                     |
| Чехія                | двопалатний  | Парламент              | 281                 | Сенат            | 81                  | Палата депутатів     | 200                 |
| Чорногорія           | однопалатний | Скупщина               | 81*                 |                  |                     |                      |                     |
| Швейцарія            | двопалатний  | Федеральні збори       | 246                 | Рада кантонів    | 46                  | Національна рада     | 200                 |
| Швеція               | однопалатний | Риксдаг                | 349                 |                  |                     |                      |                     |

## Азія
| Країна            | Тип                           | Назва                                     | Кількість депутатів | Верхня палата               | Кількість депутатів | Нижня палата                | Кількість депутатів |
| ----------------- | ----------------------------- | ----------------------------------------- | ------------------- | --------------------------- | ------------------- | --------------------------- | ------------------- |
| Азербайджан       | однопалатний                  | Міллі меджліс                             | 125                 |                             |                     |                             |                     |
| Афганістан        | двопалатний                   | Національна Асамблея                      | 352                 | Мешрано джирга              | 102                 | Волес джирга                | 250                 |
| Бангладеш         | однопалатний                  | Національна Асамблея                      | 350                 |                             |                     |                             |                     |
| Бахрейн           | двопалатний                   | Національна Асамблея                      | 80                  | Палата Представників        | 40                  | Консультативна Рада         | 40                  |
| Бруней            | однопалатний                  | Законодавча Рада                          | 36*                 |                             |                     |                             |                     |
| Бутан             | двопалатний                   | Цонгду                                    | 67                  | Національна рада            | 20                  | Національна асамблея        | 47                  |
| В'єтнам           | однопалатний                  | Національні Збори                         | 500                 |                             |                     |                             |                     |
| Вірменія          | однопалатний                  | Національні збори                         | 131                 |                             |                     |                             |                     |
| Грузія            | однопалатний                  | Парламент                                 | 150                 |                             |                     |                             |                     |
| Ємен              | однопалатний                  | Палата Представників                      | 301                 |                             |                     |                             |                     |
| Ізраїль           | однопалатний                  | Кнесет                                    | 120                 |                             |                     |                             |                     |
| Індія             | двопалатний                   | Сансад                                    | 795*                | Радж'я Сабха                | 250                 | Лок Сабха                   | 545*                |
| Індонезія         | двопалатний                   | Народний консультативний конгрес          | 686                 | Рада представників регіонів | 136                 | Рада народних представників | 560                 |
| Ірак              | однопалатний (тимчасовий)     | Рада представників                        | 325                 |                             |                     |                             |                     |
| Іран              | однопалатний                  | Ісламська консультативна рада             | 290                 |                             |                     |                             |                     |
| Йорданія          | двопалатний (законодорадчий)  | Мажліс                                    | 225                 | Збори аянів                 | 75                  | Палата депутатів            | 150                 |
| Казахстан         | двопалатний                   | Парламент                                 | 154                 | Сенат                       | 47                  | Мажиліс                     | 107                 |
| Камбоджа          | двопалатний                   | Парламент                                 | 184                 | Сенат                       | 61                  | Національна асамблея        | 123                 |
| Катар             | однопалатний                  | Консультативна асамблея                   | 45                  |                             |                     |                             |                     |
| Киргизстан        | однопалатний                  | Верховна рада                             | 120                 |                             |                     |                             |                     |
| Кіпр              | однопалатний                  | Палата представників                      | 59                  |                             |                     |                             |                     |
| КНР               | однопалатний                  | Всекитайські збори народних представників | 2987                |                             |                     |                             |                     |
| Кувейт            | однопалатний                  | Національна асамблея                      | 50                  |                             |                     |                             |                     |
| Лаос              | однопалатний                  | Національна асамблея                      | 132                 |                             |                     |                             |                     |
| Ліван             | однопалатний                  | Парламент                                 | 128                 |                             |                     |                             |                     |
| Малайзія          | двопалатний                   | Парламент                                 | 292                 | Будинок Нації               | 70                  | Будинок Народу              | 222                 |
| Мальдіви          | однопалатний                  | Народний маджліс                          | 128                 |                             |                     |                             |                     |
| Монголія          | однопалатний                  | Великий державний хурал                   | 76                  |                             |                     |                             |                     |
| М'янма            | двопалатний                   | Асамблея союзу                            | 664                 | Палата національностей      | 224                 | Палата представників        | 440                 |
| Непал             | двопалатний                   | Парламент Непалу                          | 334                 | Національна асамблея        | 59                  | Палата представників        | 275                 |
| ОАЕ               | однопалатний                  | Федеральна національна рада               | 40                  |                             |                     |                             |                     |
| Оман              | двопалатний                   | Рада Оману                                | 167                 | Рада держави                | 83                  | Консультативна асамблея     | 84                  |
| Пакистан          | двопалатний                   | Парламент                                 | 446                 | Сенат                       | 104                 | Національна асамблея        | 342                 |
| Палестина         | однопалатний                  | Законодавча рада                          | 132                 |                             |                     |                             |                     |
| Південна Корея    | однопалатний                  | Національна асамблея                      | 300                 |                             |                     |                             |                     |
| Північна Корея    | однопалатний                  | Верховна Народна Рада                     | 687                 |                             |                     |                             |                     |
| Саудівська Аравія | однопалатний (законодорадчий) | Меджліс аш-Шура                           | 150                 |                             |                     |                             |                     |
| Сирія             | однопалатний                  | Народна Рада                              | 250                 |                             |                     |                             |                     |
| Сінгапур          | однопалатний                  | Парламент                                 | 99                  |                             |                     |                             |                     |
| Східний Тимор     | однопалатний                  | Національний парламент                    | 65                  |                             |                     |                             |                     |
| Таджикистан       | двопалатний                   | Меджліс Олі                               | 96                  | Меджліс Мілі                | 33                  | Меджліс Намояндагон         | 63                  |
| Таїланд           | двопалатний                   | Національна асамблея                      | 700                 | Сенат                       | 200                 | Палата представників        | 500                 |
| Туреччина         | однопалатний                  | Великі національні збори                  | 550                 |                             |                     |                             |                     |
| Туркменістан      | однопалатний                  | Меджліс                                   | 125                 |                             |                     |                             |                     |
| Узбекистан        | двопалатний                   | Олій Мажліс                               | 250                 | Сенат                       | 100                 | Законодавча палата          | 150                 |
| Філіппіни         | двопалатний                   | Конгрес                                   | 316                 | Сенат                       | 24                  | Палата представників        | 292                 |
| Шрі-Ланка         | однопалатний                  | Парламент                                 | 225                 |                             |                     |                             |                     |
| Японія            | двопалатний                   | Парламент                                 | 722                 | Палата радників             | 242                 | Палата представників        | 480                 |

## Північна Америка
| Країна                   | Тип          | Назва                               | Кількість депутатів | Верхня палата | Кількість депутатів | Нижня палата         | Кількість депутатів |
| ------------------------ | ------------ | ----------------------------------- | ------------------- | ------------- | ------------------- | -------------------- | ------------------- |
| Антигуа і Барбуда        | двопалатний  | Парламент                           | 34                  | Сенат         | 17                  | Палата представників | 17                  |
| Багамські Острови        | двопалатний  | Парламент                           | 54                  | Сенат         | 16                  | Палата зборів        | 38                  |
| Барбадос                 | двопалатний  | Парламент                           | 51                  | Сенат         | 21                  | Палата зборів        | 30                  |
| Беліз                    | двопалатний  | Національна асамблея                | 43                  | Сенат         | 12                  | Палата представників | 31                  |
| Гаїті                    | двопалатний  | Парламент                           | 129                 | Сенат         | 30                  | Палата депутатів     | 99                  |
| Гватемала                | однопалатний | Конгрес                             | 158                 |               |                     |                      |                     |
| Гондурас                 | однопалатний | Національний конгрес                | 128                 |               |                     |                      |                     |
| Гренада                  | двопалатний  | Парламент                           | 29                  | Сенат         | 13                  | Палата представників | 16                  |
| Домініка                 | однопалатний | Палата зборів                       | 31                  |               |                     |                      |                     |
| Домініканська Республіка | двопалатний  | Конгрес                             | 210                 | Сенат         | 32                  | Палата депутатів     | 178                 |
| Канада                   | двопалатний  | Парламент                           | 413                 | Сенат         | 105                 | Палата громад        | 308                 |
| Коста-Рика               | однопалатний | Законодавча асамблея                | 57                  |               |                     |                      |                     |
| Куба                     | однопалатний | Національна асамблея народної влади | 614                 |               |                     |                      |                     |
| Мексика                  | двопалатний  | Конгрес                             | 628                 | Сенат         | 128                 | Палата депутатів     | 500                 |
| Нікарагуа                | однопалатний | Національна асамблея                | 92                  |               |                     |                      |                     |
| Панама                   | однопалатний | Національна асамблея                | 71                  |               |                     |                      |                     |
| Сальвадор                | однопалатний | Законодавча асамблея                | 84                  |               |                     |                      |                     |
| Сент-Вінсент і Гренадини | однопалатний | Палата зборів                       | 21                  |               |                     |                      |                     |
| Сент-Кіттс і Невіс       | однопалатний | Національна асамблея                | 15                  |               |                     |                      |                     |
| Сент-Люсія               | двопалатний  | Парламент                           | 29                  | Сенат         | 11                  | Палата зборів        | 18                  |
| США                      | двопалатний  | Конгрес                             | 535                 | Сенат         | 100                 | Палата представників | 435                 |
| Тринідад і Тобаго        | двопалатний  | Парламент                           | 72                  | Сенат         | 31                  | Палата представників | 41                  |
| Ямайка                   | двопалатний  | Парламент                           | 84                  | Сенат         | 21                  | Палата представників | 63                  |

## Південна Америка
| Країна    | Тип          | Назва                               | Кількість депутатів | Верхня палата     | Кількість депутатів | Нижня палата         | Кількість депутатів |
| --------- | ------------ | ----------------------------------- | ------------------- | ----------------- | ------------------- | -------------------- | ------------------- |
| Аргентина | двопалатний  | Національний конгрес                | 329                 | Сенат             | 72                  | Палата депутатів     | 257                 |
| Болівія   | двопалатний  | Багатонаціональні законодавчі збори | 166                 | Сенат             | 36                  | Палата депутатів     | 130                 |
| Бразилія  | двопалатний  | Національний конгрес                | 594                 | Федеральний сенат | 81                  | Палата депутатів     | 513                 |
| Венесуела | однопалатний | Національна асамблея                | 163                 |                   |                     |                      |                     |
| Гаяна     | однопалатний | Національна асамблея                | 65                  |                   |                     |                      |                     |
| Еквадор   | однопалатний | Національна асамблея                | 137                 |                   |                     |                      |                     |
| Колумбія  | двопалатний  | Конгрес                             | 268                 | Сенат             | 102                 | Палата представників | 166                 |
| Парагвай  | двопалатний  | Конгрес                             | 125                 | Сенат             | 45                  | Палата депутатів     | 80                  |
| Перу      | однопалатний | Конгрес                             | 130                 |                   |                     |                      |                     |
| Суринам   | однопалатний | Національна асамблея                | 51                  |                   |                     |                      |                     |
| Уругвай   | двопалатний  | Генеральна асамблея                 | 130                 | Палата сенаторів  | 31                  | Палата депутатів     | 99                  |
| Чилі      | двопалатний  | Національний конгрес                | 158                 | Сенат             | 38                  | Палата депутатів     | 120                 |

## Африка
| Країна                           | Тип                       | Назва                              | Кількість депутатів | Верхня палата              | Кількість депутатів | Нижня палата                     | Кількість депутатів |
| -------------------------------- | ------------------------- | ---------------------------------- | ------------------- | -------------------------- | ------------------- | -------------------------------- | ------------------- |
| Алжир                            | двопалатний               | Парламент                          | 606                 | Рада нації                 | 144                 | Народна національна асамблея     | 462                 |
| Ангола                           | однопалатний              | Національна асамблея               | 220                 |                            |                     |                                  |                     |
| Бенін                            | однопалатний              | Національна асамблея               | 83                  |                            |                     |                                  |                     |
| Ботсвана                         | однопалатний              | Парламент                          | 61                  |                            |                     |                                  |                     |
| Буркіна-Фасо                     | однопалатний              | Національна асамблея               | 111                 |                            |                     |                                  |                     |
| Бурунді                          | двопалатний               | Парламент                          | 154                 | Сенат                      | 54                  | Національна асамблея             | 100                 |
| Габон                            | двопалатний               | Парламент                          | 222                 | Сенат                      | 102                 | Національна асамблея             | 120                 |
| Гамбія                           | однопалатний              | Національна асамблея               | 53                  |                            |                     |                                  |                     |
| Гана                             | однопалатний              | Парламент                          | 275                 |                            |                     |                                  |                     |
| Гвінея                           | однопалатний              | Національна асамблея               | 114                 |                            |                     |                                  |                     |
| Гвінея-Бісау                     | однопалатний              | Національна народна асамблея       | 65                  |                            |                     |                                  |                     |
| Джибуті                          | однопалатний              | Національна асамблея               | 65                  |                            |                     |                                  |                     |
| ДР Конго                         | двопалатний               | Парламент                          | 608                 | Сенат                      | 108                 | Національна асамблея             | 500                 |
| Екваторіальна Гвінея             | двопалатний               | Парламент                          | 170                 | Сенат                      | 70                  | Палата депутатів                 | 100                 |
| Еритрея                          | однопалатний              | Національна асамблея               | 104                 |                            |                     |                                  |                     |
| Ефіопія                          | двопалатний               | Федеральна парламентьська асамблея | 659                 | Палата федерації           | 112                 | Палата народних представників    | 547                 |
| Єгипет                           | однопалатний (розпущений) | Парламент                          | 567                 |                            |                     |                                  |                     |
| Замбія                           | однопалатний              | Національна асамблея               | 159                 |                            |                     |                                  |                     |
| Зімбабве                         | двопалатний               | Парламент                          | 303                 | Сенат                      | 93                  | Палата зборів                    | 210                 |
| Кабо-Верде                       | однопалатний              | Національна асамблея               | 72                  |                            |                     |                                  |                     |
| Камерун                          | однопалатний              | Національна асамблея               | 180                 |                            |                     |                                  |                     |
| Кенія                            | двопалатний               | Парламент                          | 416                 | Сенат                      | 67                  | Національна асамблея             | 349                 |
| Коморські Острови                | однопалатний              | Асамблея союзу                     | 33                  |                            |                     |                                  |                     |
| Республіка Конго                 | двопалатний               | Парламент                          | 225                 | Сенат                      | 72                  | Національна асамблея             | 153                 |
| Кот-д'Івуар                      | однопалатний              | Національна асамблея               | 253                 |                            |                     |                                  |                     |
| Лесото                           | двопалатний               | Парламент                          | 153                 | Сенат                      | 33                  | Національна асамблея             | 120                 |
| Ліберія                          | двопалатний               | Законодавчий орган                 | 103                 | Сенат                      | 30                  | Палата представників             | 73                  |
| Лівія                            | однопалатний              | Головний національний конгрес      | 200                 |                            |                     |                                  |                     |
| Маврикій                         | однопалатний              | Національна асамблея               | 62                  |                            |                     |                                  |                     |
| Мавританія                       | двопалатний               | Парламент                          | 151                 | Сенат                      | 56                  | Національна асамблея             | 95                  |
| Мадагаскар                       | двопалатний               | Парламент                          | 184                 | Сенат                      | 33                  | Національна асамблея             | 151                 |
| Малаві                           | однопалатний              | Національна асамблея               | 193                 |                            |                     |                                  |                     |
| Малі                             | однопалатний              | Національна асамблея               | 160                 |                            |                     |                                  |                     |
| Марокко                          | двопалатний               | Парламент                          | 595                 | Палата канцлерів           | 270                 | Палата представників             | 325                 |
| Мозамбік                         | однопалатний              | Асамблея Республіки                | 250                 |                            |                     |                                  |                     |
| Намібія                          | двопалатний               | Парламент                          | 104                 | Національна рада           | 26                  | Національна асамблея             | 78                  |
| Нігер                            | однопалатний              | Національна асамблея               | 113                 |                            |                     |                                  |                     |
| Нігерія                          | двопалатний               | Національна асамблея               | 469                 | Сенат                      | 109                 | Палата представників             | 360                 |
| ПАР                              | двопалатний               | Парламент ПАР                      | 490                 | Національна рада провінцій | 90                  | Національна асамблея             | 400                 |
| Південний Судан                  | двопалатний               | Національний законодавчий орган    | 120                 | Рада штатів                | 50                  | Національна законодавча асамблея | 170                 |
| Руанда                           | двопалатний               | Парламент                          | 106                 | Сенат                      | 26                  | Палата депутатів                 | 80                  |
| Сан-Томе і Принсіпі              | однопалатний              | Національна асамблея               | 55                  |                            |                     |                                  |                     |
| Есватіні                         | двопалатний               | Парламент                          | 85                  | Сенат                      | 30                  | Палата зборів                    | 55                  |
| Сейшельські Острови              | однопалатний              | Національна асамблея               | 31                  |                            |                     |                                  |                     |
| Сенегал                          | однопалатний              | Парламент                          | 150                 |                            |                     |                                  |                     |
| Сомалі                           | двопалатний               | Федеральний парламент              | 329                 | Верхня палата              | 54                  | Нижня палата                     | 275                 |
| Судан                            | двопалатний               | Національний законодавчий орган    | 500                 | Рада штатів                | 50                  | Національна асмблея              | 450                 |
| Сьєрра-Леоне                     | однопалатний              | Парламент                          | 124                 |                            |                     |                                  |                     |
| Танзанія                         | однопалатний              | Національна асамблея               | 357                 |                            |                     |                                  |                     |
| Того                             | однопалатний              | Національна асамблея               | 91                  |                            |                     |                                  |                     |
| Туніс                            | однопалатний              | Асамблея народних представників    | 217                 |                            |                     |                                  |                     |
| Уганда                           | однопалатний              | Парламент                          | 285                 |                            |                     |                                  |                     |
| Центральноафриканська Республіка | однопалатний              | Національна асамблея               | 105                 |                            |                     |                                  |                     |
| Чад                              | однопалатний              | Національна асамблея               | 155                 |                            |                     |                                  |                     |

## Австралія і Океанія
| Країна                       | Тип          | Назва                  | Кількість депутатів | Верхня палата | Кількість депутатів | Нижня палата         | Кількість депутатів |
| ---------------------------- | ------------ | ---------------------- | ------------------- | ------------- | ------------------- | -------------------- | ------------------- |
| Австралія                    | двопалатний  | Парламент              | 226                 | Сенат         | 76                  | Палата представників | 150                 |
| Вануату                      | однопалатний | Парламент              | 33                  |               |                     |                      |                     |
| Кірибаті                     | однопалатний | Палата представників   | 46                  |               |                     |                      |                     |
| Маршаллові Острови           | однопалатний | Законодавчі збори      | 33                  |               |                     |                      |                     |
| Науру                        | однопалатний | Парламент              | 19                  |               |                     |                      |                     |
| Нова Зеландія                | однопалатний | Парламент              | 121                 |               |                     |                      |                     |
| Палау                        | двопалатний  | Національний конгрес   | 29                  | Сенат         | 13                  | Палата делегатів     | 16                  |
| Папуа Нова Гвінея            | однопалатний | Національний парламент | 89                  |               |                     |                      |                     |
| Самоа                        | однопалатний | Законодавча асамблея   | 49                  |               |                     |                      |                     |
| Соломонові Острови           | однопалатний | Національний парламент | 89                  |               |                     |                      |                     |
| Тонга                        | однопалатний | Законодавча асамблея   | 26                  |               |                     |                      |                     |
| Тувалу                       | однопалатний | Парламент              | 15                  |               |                     |                      |                     |
| Федеративні Штати Мікронезії | однопалатний | Конгрес                | 14                  |               |                     |                      |                     |
| Фіджі                        | однопалатний | Парламент              | 50                  |               |                     |                      |                     |

## Парламентиневизнаних та частково визнаних країн
| Країна                               | Тип          | Назва               | Кількість депутатів |
| ------------------------------------ | ------------ | ------------------- | ------------------- |
| Республіка Абхазія                   | однопалатний | Народні збори       | 35                  |
| Косово                               | однопалатний | Кувенд              | 120                 |
| Нагірно-Карабаська Республіка        | однопалатний | Національні Збори   | 33                  |
| Ніуе                                 | однопалатний | Асамблея            | 20                  |
| Острови Кука                         | однопалатний | Парламент           | 24                  |
| Південна Осетія                      | однопалатний | Парламент           | 34                  |
| Придністров'я                        | однопалатний | Верховна рада       | 43                  |
| Тайвань                              | однопалатний | Законодавчий юань   | 113                 |
| Турецька Республіка Північного Кіпру | однопалатний | Асамблея республіки | 50                  |